# St.-Johannis-Kirche (Cēsis)

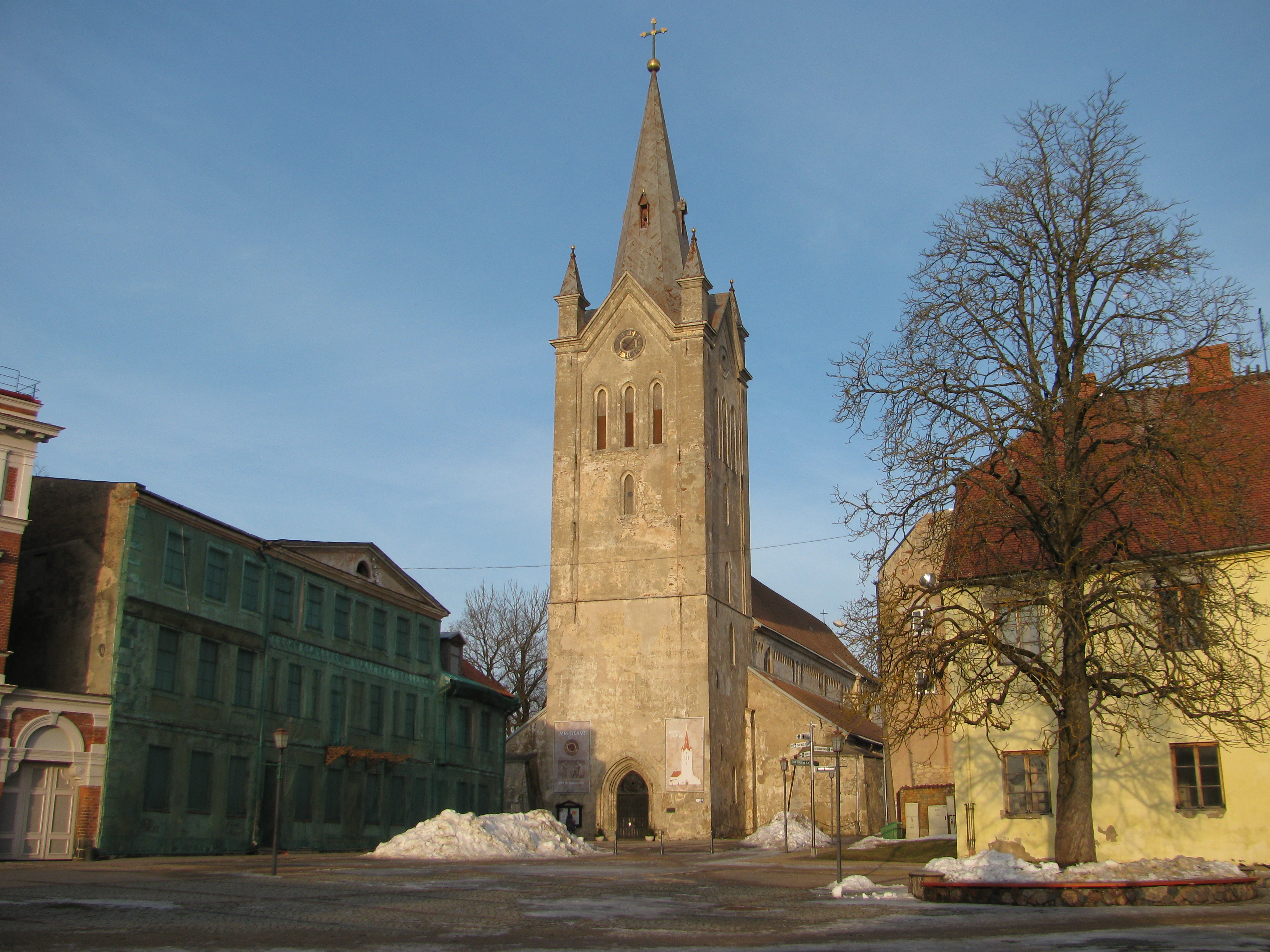
St. Johannis, Cēsis

Die St.-Johannis-Kirche von Cēsis (lett. Cēsu Svētā Jāņa baznīca) ist eine evangelisch-lutherische Kirche im Stil der Backsteingotik. Bei dem Bauwerk handelt es sich um die bedeutendste mittelalterliche Basilika Lettlands außerhalb Rigas.

## Lage und Geschichte

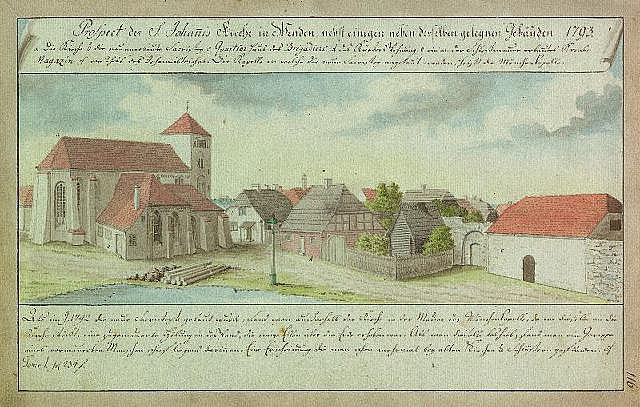
Johann Christoph Brotze: „Prospect der S. Johannis Kirche in Wenden“, 1793

Die Kirche befindet sich im Stadtzentrum zwischen der Altstadt, dem Neuen Schloss und der Ruine der Burg des deutschen Ordens.
Eine Vereinbarung zwischen dem Ordensmeister Wilhelm von Nindorf und dem Bischof von Riga über den Bau der Kirche wird in der Livländischen Chronik (Chronicon Livoniae) von Hermann von Wartberge erwähnt. Historiker datieren die Grundsteinlegung der Kirche auf das Jahr 1284.
Anfang des 16. Jahrhunderts wurde die Kirche lutherisch und zu einem Zentrum der Reformation. Infolge des livländischen Krieges erlitt das Bauwerk starke Schäden und wurde rekatholisiert sowie Sitz des Bistums Wenden. Erst in den zwanziger Jahren des 17. Jahrhunderts wurde mit der Eroberung Livlands durch Schweden im Dreißigjährigen Krieg die Kirche wieder lutherisch. Bis 1855 wurde der Gottesdienst ausschließlich in deutscher Sprache gehalten. Danach teilten sich die lettische und deutsche Gemeinde bis 1939 die Kirche.
Wiederholt zerstörten Brände Teile des Gebäudes. Die 1613 als „sehr zerfallen“ beschriebene Kirche wurde durch die katholische Kirche und deren Bischof Otto von Schenking in den Folgejahren wieder erneuert. Nach einem Blitzschlag im Jahr 1663 war die Kirche für etwa 100 Jahre dem Verfall nahe.

## Architektur

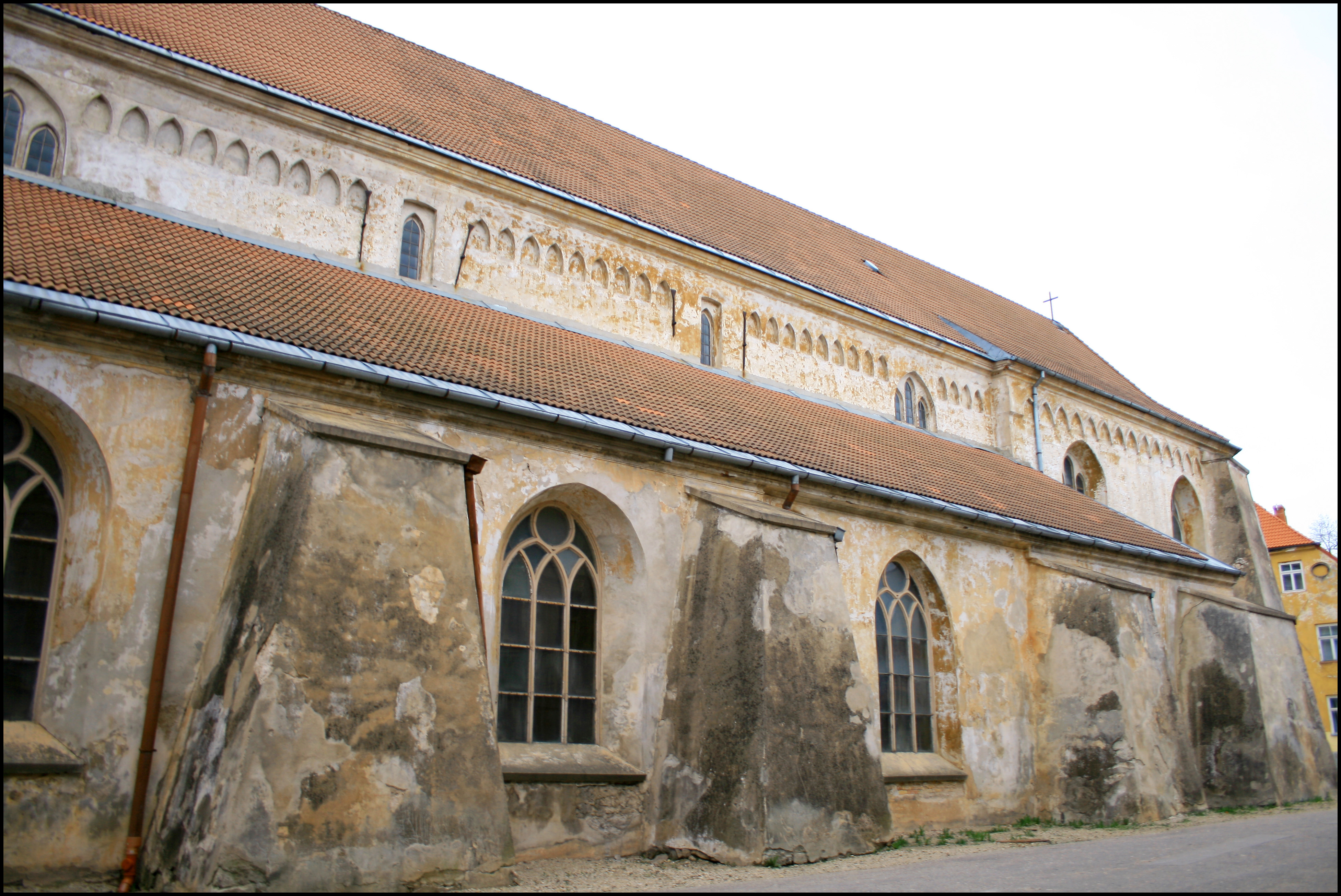
Seitenansicht der Kirche

Die ursprünglich aus Dolomit und Backsteinen erbaute Basilika hatte weder einen Turm noch ein erhöhtes Mittelschiff. Durch Umbauten und Anbauten insbesondere nach Kriegseinwirkungen und Bränden änderte sich Aussehen und Innenarchitektur der Kirche im Laufe der Jahrhunderte mehrfach. Die markanten Strebepfeiler stammen aus dem 18. Jahrhundert. Der neugotische Turm wurde ab 1853 errichtet.
In und an der Kirche finden sich eine Vielzahl kunsthistorisch wertvoller Detailobjekte wie eine mittelalterliche Sonnenuhr, Wandmalereien, Grabplatten, eingemauerte Wappen und Inschriften etc.

## Grabanlagen

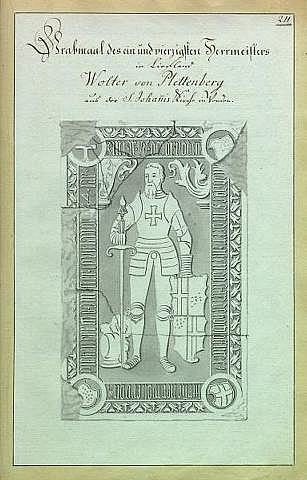
Grabplatte Wolters von Plettenberg

Während der Zeit als Dom des Livländischen Ordens wurden hier unter anderem beerdigt:
- Johann Freitag von Loringhoven (~1430–1494; Ordensmeister)
- Wolter von Plettenberg (~1450–1535; Ordensmeister)
- Hermann von Brüggenei (?–1549; Ordensmeister)
- Andrzej Patrycy Nidecki (1585–1587; Bischof)

## Einige in der Kirche wirkende Geistliche
- Andrzej Patrycy Nidecki (1585–1587)
- Hermann Bergengrün (1907–1919)
- Didzis Kreicbergs (seit 2004)